# Brestot
Brestot – miejscowość i gmina we Francji, w regionie Normandia, w departamencie Eure.
Według danych na rok 1990 gminę zamieszkiwały 424 osoby, a gęstość zaludnienia wynosiła 49 osób/km² (wśród 1421 gmin Górnej Normandii Brestot plasuje się na 511. miejscu pod względem liczby ludności, natomiast pod względem powierzchni na miejscu 425.).